# Образование в Кирове
Система образования в Кирове представлена образовательными учреждениями всех уровней. Киров является образовательным центром Кировской области и Волго-Вятского региона. Муниципальная (городская) система образования обслуживает более 60 тысяч человек
Киров образует Кировской образовательных округ, один из восьми образовательных округов Кировской области. Образовательные учреждения Кирова в зависимости от уровня подчиняются управлению образования Администрации города Кирова, Департаменту образования и отраслевым департаментам Правительства Кировской области, а также федеральным министерствам и службам.

## Дошкольное образование
В городе работает 129 дошкольных образовательных учреждений, в том числе 89 учреждений общеразвивающего типа. Также представлены ДОУ компенсирующего, комбинированного вида, присмотра и оздоровления, центры развития ребёнка. Процент охвата детей дошкольным образованием составляет 72,4%, что превышает показатели в среднем по стране. Образование осуществляется по комплексным и парциальным программам, включая 5 региональных программ.

## Общее образование
В системе общего образования Кирова обучается 40 тысяч человек. Образовательная сеть представлена 65 общеобразовательными, пятью специальными (коррекционными) и двумя вечерними школами, тремя учреждениями для детей-сирот и детей, оставшихся без попечения родителей. Кроме того, в городе действует 3 районных межшкольных образовательных комбината, охватывающих 12% школьников.
В число общеобразовательных учреждений Кирова входят 5 лицеев, 6 гимназий и 17 школ с углублённым изучением предмета, которые в сумме охватывают 50% учащихся. Лидерами общего образования являются Вятская гуманитарная гимназия, Кировский лицей естественных наук, Кировский экономико-правовой лицей и Кировский физико-математический лицей.

## Дополнительное образование детей
В муниципальную систему дополнительного образования входят 16 учреждений в числе 5-и центров, 2-х станций, одного дома детского творчества, 7-и спортивных школ и 3-х загородных оздоровительных лагерей. В общей сложности учреждения дополнительного образования посещают 22,5 тысячи человек.
Крупнейшими представителями системы дополнительного образования являются Центр дополнительного образования одарённых школьников (организатор всероссийских конкурсов, в том числе Русского медвежонка), Областной Дворец-Мемориал (Дворец Пионеров), а также Центр обучения и международного сотрудничества ReloD.

## Профессиональное образование

### Начальное и среднее профессиональное образование
В системе начального и среднего профессионального образования Кирова обучается около 30 тысяч человек. В Кирове расположены 14 государственных ССУЗов (в том числе 5 федеральных) и 13 негосударственных. Работают филиалы 3 государственных и 2 негосударственных иногородних ССУЗов. Начальное профессиональное образование представлено 12 учреждениями. 

### Высшее образование
В настоящее время в городе функционируют 13 государственных вузов и их филиалов, в которых в общей сложности обучается более тысяч студентов. Кроме этого, в городе действуют 11 негосударственных вузов и их филиалов, а также одно церковное — Вятское духовное училище.
В 1872 году было открыто первое училище для распространения сельскохозяйственных и технических знаний и приготовления учителей — Вятское сельскохозяйственное техническое училище имени Александра II, впоследствии в 1944 преобразованное в институт, ныне — Вятский государственный агротехнологический университет.
1 (14) июля 1914 года был учреждён первый в городе вуз — Вятский учительский институт (ныне Вятский государственный университет). На 2022 год в университете обучалось 18 тысяч студентов. Университет занял 39 место в Национальном рейтинге университетов по параметру «Образование», 44 место среди российских вузов согласно глобальному рейтингу научных учреждений SCImago Institutions Rankings-2021.
Кировский государственный медицинский университет — крупнейший научно-образовательный и медицинский комплекс Кировской области и Приволжского округа. Вуз ежегодно привлекает множество студентов из различных регионов России и других стран. В университете открыт Анатомический музей, в котором представлено более 1000 экспонатов. По результатам мониторинга качества образовательной деятельности вузов, проведенного Министерством образования и науки Российской Федерации, университет вошел в Топ-10 лучших вузов страны, заняв место на первых строчках рейтинга.

В городе существует множество филиалов иногородних вузов, в том числе Волго-Вятский филиал Московского государственного юридического университета имени О. Е. Кутафина (МГЮА), Кировский филиал Московского финансово-юридического университета, Кировский филиал Российской академии народного хозяйства и государственной службы при Президенте Российской Федерации.

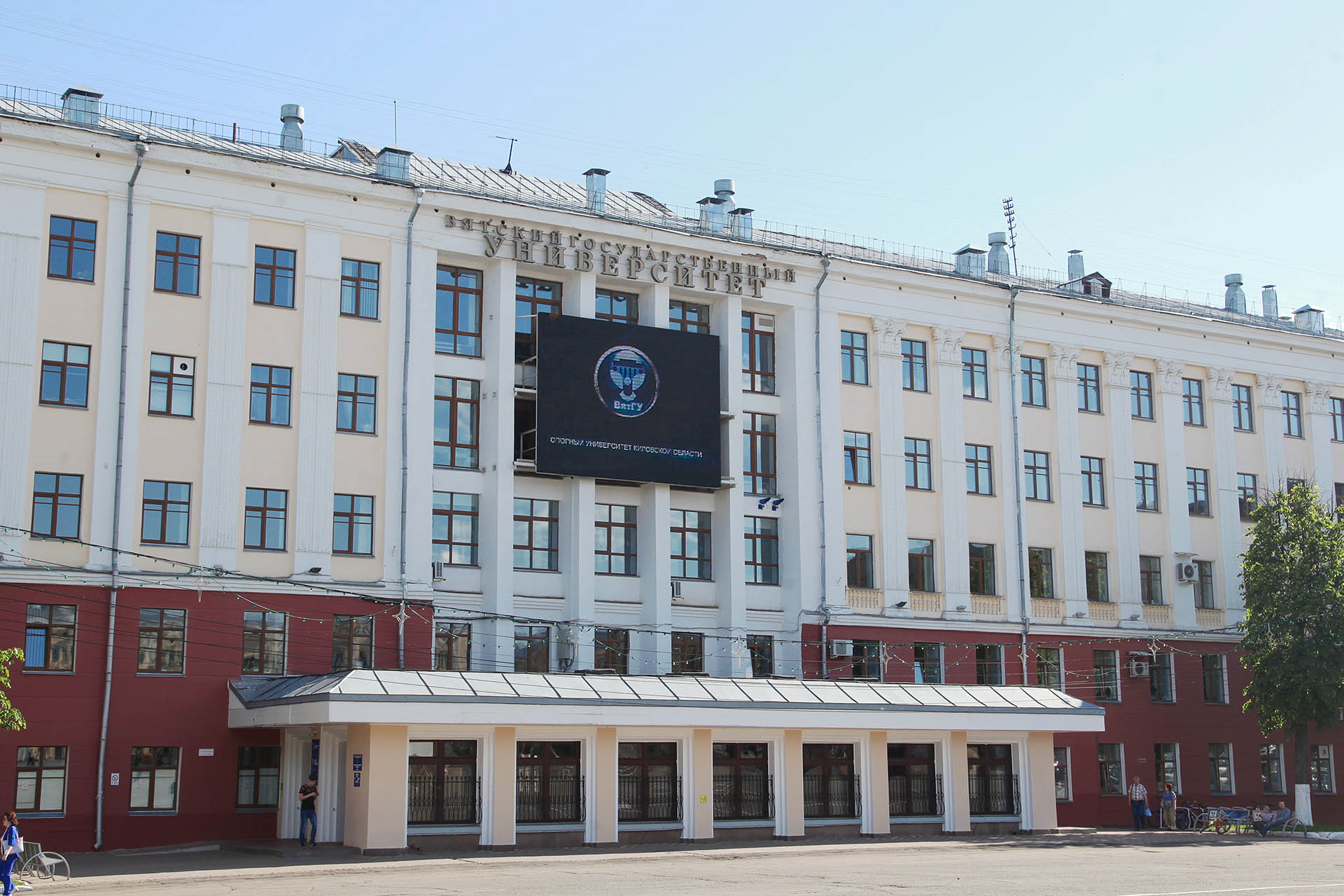
Вятский государственный университет
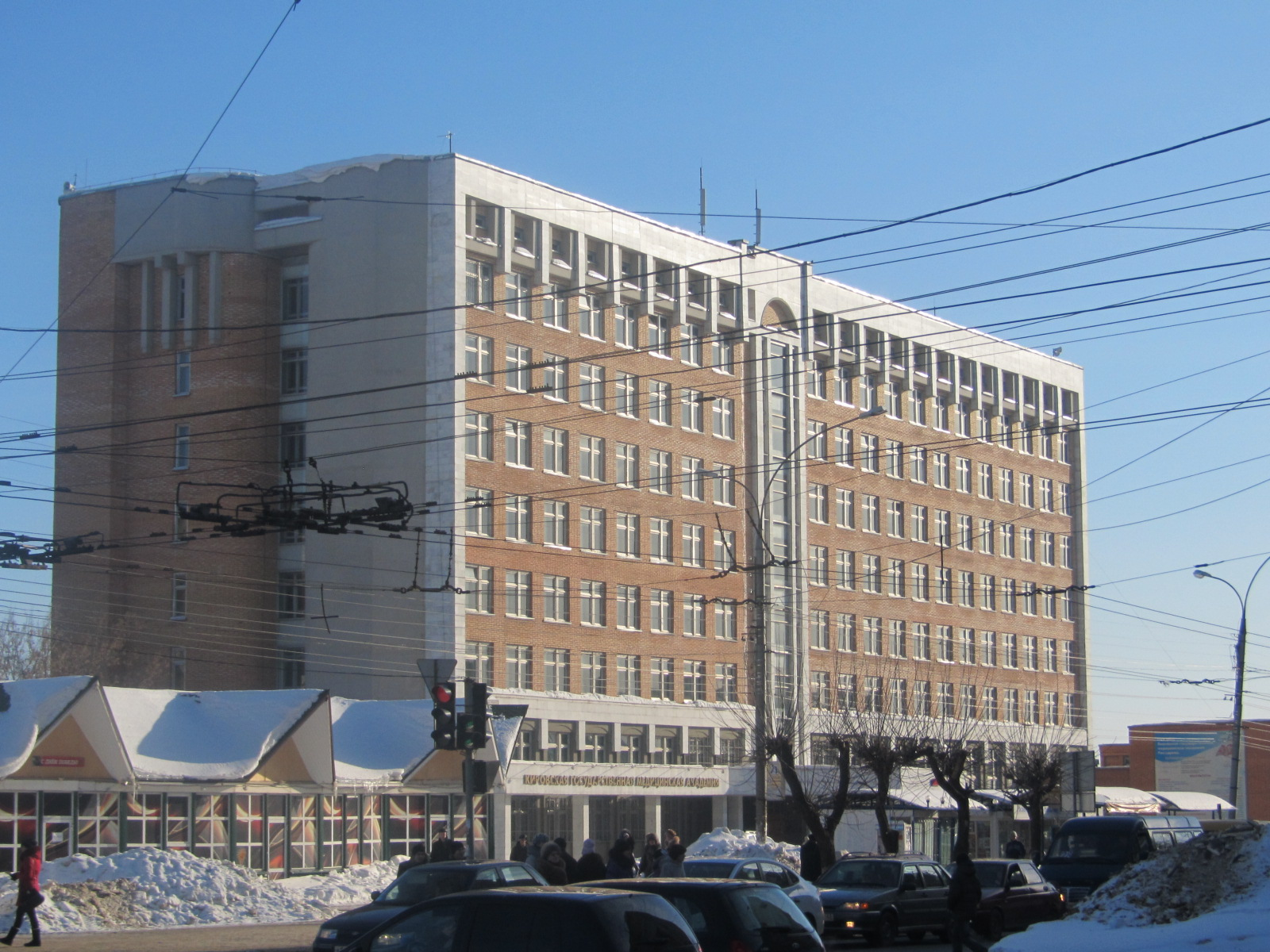
Кировский государственный медицинский университет
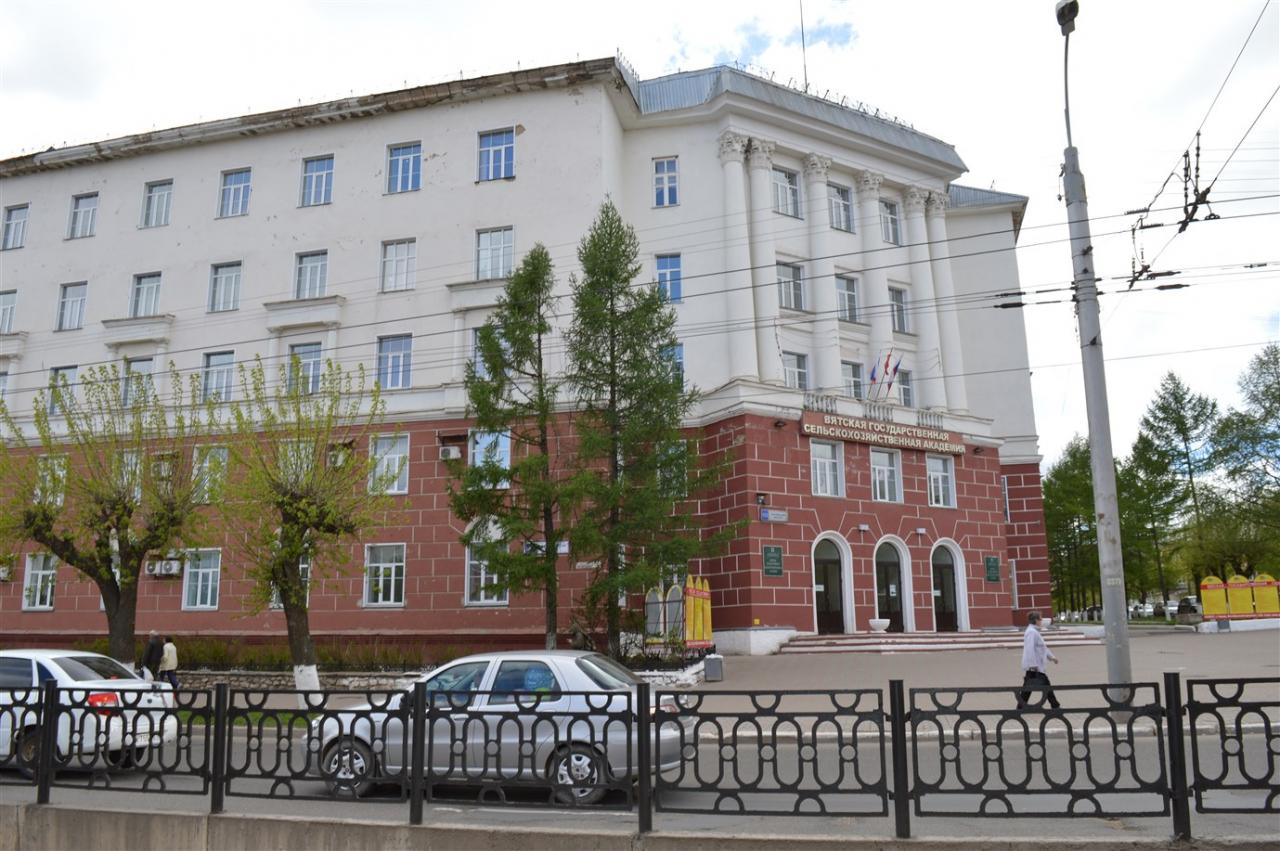
Вятский государственный агротехнологический университет